# ГЕС Гроссрамінг
ГЕС Гроссрамінг — одна із електростанцій в Австрії на річці Енс (права притока Дунаю), у провінції Верхня Австрія. Розташована між іншими станціями каскаду — Weyer (вище по течії) та Losenstein. Є напотужнішою серед ГЕС на Енсі.
Будівництво станції розпочалось під час Другої Світової війни у 1942 році. Первісний проект дещо відкоригували, оскільки тут вирішили встановити гідроагрегати у складі турбін компанії Voith та генераторів Siemens-Schuckert, замовлені раніше для гідроелектростанції в Уругваї. Виконання замовлення у воєнний період не видавалось можливим, а отже ці комплекти призначили для ГЕС Гроссрамінг. На будівництві використовувалась примусова праця військовополонених та цивільних працівників зі сходу, а також в'язнів концтаборів. Втім, завершити спорудження до капітуляції Німеччини так і не вдалось.
Роботи відновились вже у серпні 1945 року. У 1950-му завершили зведення бетонної греблі висотою 41 метр та довжиною 122 метри, при цьому під час будівництва виконали земляні роботи об'ємом 0,637 млн м3 та використали 226 тис.м3 бетону. Частину основного обладнання прийшлось виготовити заново, проте у 1950 та 1951 роках нарешті ввели в експлуатацію два гідроагрегати, розташовані обабіч центрального блоку із двох водопропускних шлюзів.
В 2001—2003 роках пройшла модернізація ГЕС, під час якої обидві турбіни замінили на виготовлені компанією Andritz із потужністю по 35,5 МВт. Також встановлена третя допоміжна турбіна потужністю 0,5 МВт, яка забезпечує власні потреби станції.
Починаючи з 2000 року, ГЕС Гроссрамінг, як і декілька інших станцій енського каскаду, управляється дистанційно із центру на станції Weyer.